# Chilonatalus micropus
Chilonatalus micropus là một loài động vật có vú trong họ Natalidae, bộ Dơi. Loài này được Dobson mô tả năm 1880.